# 牛奶咖啡斑
牛奶咖啡斑（café au lait spots/macules）是一种色素痣胎记。它的英文名字Café au lait 来自于法语，意思是“咖啡中加入了牛奶”（歐蕾咖啡），指的是其淡褐色的外观，有时也被称为“长颈鹿斑”。

## 病因
牛奶咖啡斑可以由多种互不相关的原因产生：

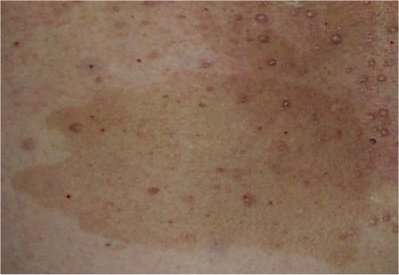
Ⅰ型神经纤维瘤病患者的牛奶咖啡斑

- 神经纤维瘤病：青春期之前出现6个以上直径大于5毫米的牛奶咖啡斑，或青春期后出现6个以上直径大于15毫米的牛奶咖啡斑，是Ⅰ型神经纤维瘤病的诊断标准之一。
- 遗传性因素：在未患有神经纤维瘤病的患者中有家族性多发性牛奶咖啡斑的倾向[4]。
- 牛奶咖啡斑可以由罕见的多骨纤维发育不良的白癜风所引起[5]。
- Legius综合征
- 结节性硬化症
- 范科尼贫血，一种罕见的遗传性疾病。
- 自发性牛奶咖啡斑
- 共济失调毛细血管扩张症
- 基底细胞痣综合征
- 良性先天性皮肤损伤
- 布卢姆综合症
- 白细胞异常色素减退综合征
- 先天性色素痣
- 戈谢病
- 亨特综合征
- 马弗西综合征
- 多发性粘膜神经瘤综合征
- 罗素–西弗综合征
- 沃森综合征
- 威斯科特-奥尔德里奇综合征

## 诊断
牛奶咖啡斑的诊断主要靠视诊，测量色斑的大小和数量，对诊断相关的疾病如Ⅰ型神经纤维瘤病具有重要意义。

## 治疗
牛奶咖啡斑可以使用激光治疗。

## 预后
牛奶咖啡斑是良性疾病，本身不会造成任何损害。